# Gravity Field and Steady-State Ocean Circulation Explorer
Il Gravity Field and Steady-State Ocean Circulation Explorer (GOCE) era un satellite sviluppato dall'Agenzia Spaziale Europea per analizzare la variazioni del campo gravitazionale terrestre. Il lancio del satellite è avvenuto il 17 marzo 2009 alle 14:21 UTC; lo strumento principale del satellite era un 3-Axes Electrostatic Gravity Gradiometer (EGG), un gradiometro basato su tre coppie di accelerometri a tre assi, la cui sensibilità arrivava fino a 2×10−13 g.
Per poter misurare il gradiente di gravità, il satellite aveva a bordo un controllo drag free, in grado di misurare l'attrito con le particelle residue di atmosfera e di vento solare e di compensarlo dieci volte al secondo per mezzo di un motore a ioni in grado di fornire una spinta compresa tra 1 e 20 mN (0,1-2 grammi) sul satellite di circa 1 100 kg di massa. Un ricevitore GPS di precisione forniva i dati per correlare la posizione del satellite al centimetro, permettendo altresì la determinazione delle componenti a bassa frequenza del gradiente.
La misurazione del campo gravitazionale terrestre ha permesso di determinare per la prima volta il geoide terrestre con la precisione di un centimetro su una scala di 100 km da usare come futuro riferimento per la comprensione della circolazione delle correnti oceaniche, per la determinazione dei riferimenti geodetici su scala mondiale e per molte altre applicazioni in geodesia e geofisica. L'andamento delle correnti oceaniche è fondamentale per comprendere l'andamento del clima terrestre.
Il satellite, a differenza dei precedenti satelliti ESA per l'osservazione della Terra come l'Envisat, è un satellite con una singola missione osservativa e quindi più compatto. Insieme ai satelliti SMOS e CryoSat e agli altri satelliti della serie Earth Explorer attualmente in sviluppo, GOCE è il capostipite degli Esploratori Terrestri, nati dalla nuova politica ESA nel campo delle scienze della Terra, la quale preferisce puntare su satelliti specializzati di piccole dimensioni invece che su grandi satelliti tuttofare.
L'11 novembre 2013, intorno all'1:00 CET, il satellite GOCE, non più utile ai fini scientifici, è rientrato nell'atmosfera terrestre disintegrandosi. L'impatto con l'atmosfera non ha provocato danni per quanto l'Agenzia Spaziale Europea (ESA) avesse comunicato che vi era una "remota possibilità" che alcuni frammenti del satellite potessero cadere sull'Italia. Le zone più probabili di diffusione dei frammenti sono l'oceano Pacifico, l'oceano Indiano e l'Asia.